# Der letzte Rest
Der letzte Rest ist ein deutscher Kurzfilm des Regisseurs Jens Wischnewski aus dem Jahr 2009 mit Jella Haase in der Hauptrolle.

## Handlung
Die sechzehn Jahre alte Jenny ist unglücklich in ihren Mitschüler Christian verliebt. Der interessiert sich genau so wenig für Jenny, wie die beiden beliebtesten Mädchen der Schule. Als Jenny von einer Party erfährt, auf der Valerie mit mehreren Jungs Sex hatte, kommt sie auf die Idee, an ihrem Geburtstag eine Gang Bang Party zu machen, auf der sie mit dreizehn Jungs Sex haben will. Jennys Eltern bekommen davon nichts mit, denn sie haben selbst ein großes Problem in ihrer Beziehung. Kathrin beichtet ihrem Mann Bernhard nach fast dreißig Jahren Ehe, dass sie schon seit Jahren ein unbändiges Verlangen nach SM-Sex hat. Bernhard ist zuerst entsetzt, doch dann verreisen die beiden für ein Wochenende, um ihre Ehe zu retten. Damit steht Jennys Party nichts mehr im Weg.

## Produktion
Der letzte Rest entstand als Produktion der Filmakademie Baden-Württemberg. Die Fernsehrechte wurden vom Bayerischen Rundfunk erworben.